# Lombarde (vent)
La lombarde est un vent de secteur nord-est à sud-est qui souffle sur les crêtes frontalières des Alpes. Il souffle principalement en Ubaye, sur le Queyras et en Maurienne. Il peut amener de très fortes précipitations sur les crêtes,
car il est associé à un retour d'est associé à du mauvais temps sur la mer Méditerranée.
Les précipitations se produisent principalement au nord du col de l'Iseran, vers Abriès et en haute Maurienne entre Modane et le col du Mont-Cenis.

## Situation synoptique
La lombarde peut être causée par l'advection d'air polaire continental par flux de nord-est ou par advection d'air méditerranéen chaud et humide.

### Régime de sud
Au sol, il y a une dépression sur l'Europe occidentale accompagnée d'une dépression sur le golfe du Lion ou le golfe de Gênes. Un anticyclone est basé sur l'Europe centrale ou orientale. D'après la loi de Buys-Ballot, le flux au sol sera de secteur sud. En altitude, il y a un profond thalweg s'étendant de la Grande-Bretagne à la mer Méditerranée. Les précipitations sont en général faibles à modérées et leur intensité est liée à la configuration du thalweg.

### Régime d'est
Un anticyclone s'étend entre la Grande Bretagne et l'Europe orientale. Une zone dépressionnaire est plus ou moins centrée sur le golfe de Gênes. De même en altitude il y a un thalweg sur le golfe du Lion accompagné d'une goutte froide. D'après la loi de Buys-Ballot, un flux d'est à nord-est soufflera au nord des Alpes qui sera bloqué par les Alpes. En conséquence du théorème de conservation du tourbillon potentiel, une dépression dynamique s'organisera sur le golfe de Gênes qui engendrera un retour d'est sur les Alpes. Les précipitations peuvent être abondantes sur la ligne de crête. On peut donc assimiler le nuage à un mur de fœhn qui déverse ses précipitations sur la ligne de crête. En aval (vers l'ouest), les précipitations seront moindres ou inexistantes à cause de l'effet de fœhn.
Un cas d'école se produisit le 29 février 2016. Guillaume Séchet eut annoncé du mauvais temps sur tout le Sud-Est de la France avec burle, mistral et lombarde sur la chaîne frontière des Alpes.
Un mistral modéré soufflait sur Marseille
et le temps était dégagé. Par contre, il pleuvait à Nice.
Il en était de même à Coni.
Un déluge de neige s'abattit effectivement sur le Queyras le 29 février,,.

## Exemples de lombarde sévère

### Pâques 1969 en Haute Maurienne
Le Samedi saint 5 avril 1969, un fort flux de sud-est soufflait sur la région. Les températures étaient encore très froides et les minima variaient entre −10 °C et −12 °C. Une tempête de lombarde avait soufflé tout le matin du 5 avril 1969 sur Mont-Cenis et la neige avait commencé à tomber dès 12:00 à cet endroit. Les chutes de neige commencèrent à 19:00 à Bonneval-sur-Arc et à 20:00 à Bessans. Ces chutes de neige cessèrent le jour de Pâques. Les pluies ont été substantielles entre Turin et Suse où est tombé de 50 mm à 60 mm de pluie. Il tomba 1,8 m de neige sur le village de Montcenis. Sur le versant ouest, les précipitations ont diminué très rapidement en se déplaçant vers l'ouest. Il tomba 70 cm de neige à Lanslevillard, 50 cm à Lanslebourg et seulement 12 cm à Termignon. Il était tombé 90 cm de neige à Val-d'Isère alors que Bourg-Saint-Maurice fut soumis à un effet de fœhn et aucune précipitation ne se produisit.
La neige en Maurienne avait une structure inhabituelle. Elle était composée de cristaux bien formés qui avaient tendance à « couler » (neige roulée ?) et donc était peu propice aux avalanches. Cependant, une avalanche frappa le village de Bonneval-sur-Arc et endommagea quelques maisons. Un habitant tenta de sauter du balcon de son chalet dans la masse avalancheuse haute de 3 m et se retrouva enfoncé dans la neige nécessitant l'aide des voisins pour le sortir de ce mauvais pas.
Le jour de Pâques, toute la moitié sud de la France était soumise à un flux de sud-est à cause d'une dépression centrée au sud du golfe du Lion.

### Retours d'est sur le Queyras
Le Queyras est bien abrité des perturbations atlantiques car étant placé sous le vent du massif du Pelvoux. Cependant, en cas de retour d'est appelé localement lombarde, les précipitations peuvent être copieuses à proximité de la chaîne frontière.
À la suite d'un coup de lombarde sévère, il peut tomber 2 à 3 mètres de neige en quelques jours ce qui a pour conséquence de bloquer les villages vu qu'il est impossible de dégager les routes étant donné le déluge en cours. Après la fin de l'épisode, le paysage est alors d'une beauté magique avec un épais manteau de neige sous un ciel bleu azur. Par exemple, il tombait 20 centimètres de neige à l'heure le 16 décembre 2008,.
De graves inondations se produisirent sur le Queyras du 12 au 16 juin 1957 en présence d'un retour d'est. Il était tombé 302 mm en cette période. Les fortes pluies frappèrent toute la chaîne frontière depuis la Tinée jusqu'à l'Isère.
Le régime de retour d'Est est différent du régime de Lombarde, les précipitations importantes étant cantonnée au chainon frontalier et ne dépassant pas la rive gauche de la Durance. 

## Note historique
Il y a un siècle, le phénomène des retours d'est et de lombarde étaient peu connus. Ainsi, P. Jousset affirmait imprudemment que :

« Ce sont les vents de l'ouest, du sud-ouest et du sud, qui contribuent le plus aux précipitations pluviales dans les Alpes; le vent
d'est n'entraîne que des nuages secs, appauvris par une course prolongée au-dessus du continent : la mer est trop loin. »

Cette affirmation est peut-être partiellement vraie dans les Alpes du Nord (voir supra) mais est incorrecte en ce qui concerne les Alpes maritimes.